# Кулагин, Виталий Александрович
Виталий Александрович Кулагин (24 апреля 1912, Астрахань — 15 октября 2004) — советский хозяйственный, государственный и политический деятель, журналист, литератор.

## Биография

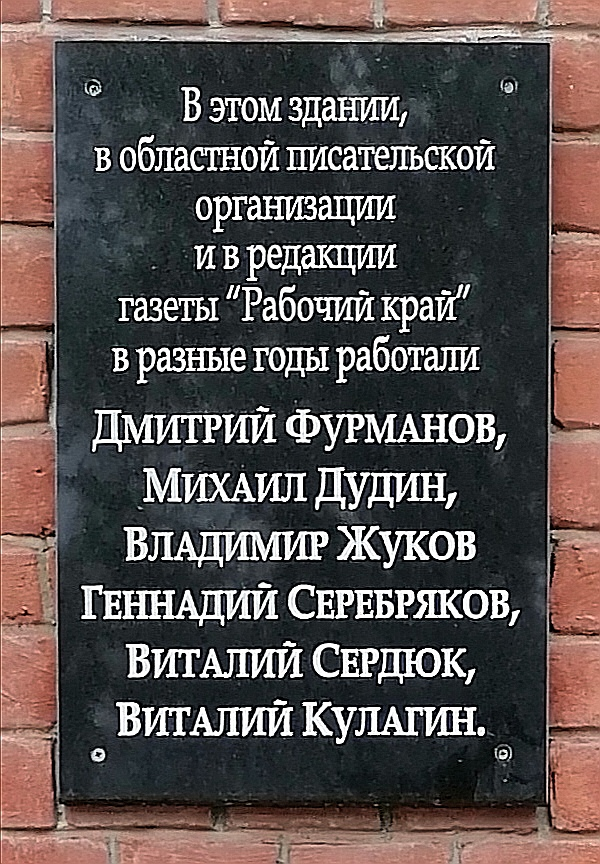
Мемориальная доска в Иванове, проспект Ленина, 16

Родился в 1912 году в Астрахани. Член КПСС.
С 1929 года — на хозяйственной, общественной и политической работе. В 1929—1983 гг. — продавец в магазине, ученик слесаря, корреспондент многотиражной газеты «Соревнование», журналист районной газеты села Икряное, журналист астраханской газеты «Коммунист», красноармеец, печатался в республиканской газете «Коммунист Таджикистана», литературный сотрудник, заместитель редактора газеты «Коммунист», литсотрудник ростовской областной газеты «Молот», редактор «Таганрогской правды», слушатель Высшей партийной школы, главный редактор ивановской областной газеты «Рабочий край».
Делегат XXIII и XXV съездов КПСС.
Почётный гражданин Иванова (1997).
Умер в Иванове в 2004 году.